# Газаль, Али
Али Ахмед Али Мохамед Газаль (араб. علي أحمد علي محمد غزال‎; 1 февраля 1992, Асуан, Египет) — египетский футболист, опорный полузащитник. Выступал за сборную Египта.

## Карьера

### Клубная карьера
Газаль родился в Асуане. Начал заниматься футболом в клубе «Аль-Секка Аль-Хадид» в Каире. В возрасте 14 лет перешёл в клуб «Вади Дегла».
В начале 2013 года Газаль бесплатно перешёл в клуб португальской Примейры «Насьонал», подписав контракт на четыре сезона, благодаря партнёрству островитян с группой инвесторов «Вади Деглы». За «бело-чёрных» дебютировал 27 января 2013 года в матче против «Витории Сетубал». 28 августа 2014 года в ответном матче раунда плей-офф квалификации Лиги Европы 2014/15 против минского «Динамо» забил свой первый гол за «Насьонал». 12 апреля 2015 года в матче против «Жил Висенте» забил свой первый гол в Примейре. В 2016 году Газаль стал капитаном «Насьонала».
В январе 2017 года Газаль перешёл в клуб Китайской Суперлиги «Гуйчжоу Чжичэн». По сведениям прессы сумма трансфера составила €2,6 млн. Однако из-за того, что было принято новое правило, ужесточающее лимит легионеров, он не смог получить игрового времени в Суперлиге, сыграв лишь один раз в Кубке Китайской футбольной ассоциации, 3 мая 2017 года в матче третьего раунда против «Шанхай Шэньсинь», и после пятимесячного пребывания в Китае, в июле 2017 года, расторг контракт с «Гуйчжоу Чжичэн» по взаимному согласию сторон.
10 августа 2017 года Газаль на правах свободного агента присоединился к клубу MLS «Ванкувер Уайткэпс». В североамериканской лиге дебютировал 9 сентября 2017 года в матче против «Реал Солт-Лейк». По окончании сезона 2018 «Ванкувер Уайткэпс» не продлил контракт с Газалем.
6 января 2019 года Газаль вернулся в чемпионат Португалии, присоединившись к клубу «Фейренсе». Дебютировал за «Фейренсе» 16 января 2019 года в матче четвертьфинала Кубка Португалии 2018/19 против «Спортинга».
17 января 2020 года Газаль подписал 1,5-летний контракт с клубом Суперлиги Греции АЕЛ. Дебютировал за АЕЛ 22 января 2020 года в матче против «Панетоликоса». 3 декабря 2020 года контракт Газаля с АЕЛом был расторгнут по взаимному согласию сторон.
6 декабря 2020 года Газаль вернулся на родину, подписав трёхлетний контракт с клубом «Смуха». Дебютировал за «Смуху» 18 декабря 2020 года в дерби Александрии против «Аль-Иттихада». 17 сентября 2021 года Газаль расторг контракт со «Смухой» по обоюдному согласию сторон.
30 декабря 2021 года Газаль на правах свободного агента присоединился к клубу «Миср эль-Макаса», подписав контракт на полтора года, до конца сезона 2022/23. За клуб из Файюма дебютировал 22 февраля 2022 года в матче против «Аль-Ахли», выйдя на замену после перерыва между таймами.

### Международная карьера
За сборную Египта Газаль дебютировал 5 марта 2014 года в товарищеском матче со сборной Боснии и Герцеговины.
Был включён в состав сборной на Кубок африканских наций 2019.

## Статистика

### Клубная статистика
| Выступление       | Выступление      | Выступление      | Лига | Лига | Кубок | Кубок | Континент. | Континент. | Прочие | Прочие | Итого | Итого |
| Клуб              | Лига             | Сезон            | Игры | Голы | Игры  | Голы  | Игры       | Голы       | Игры   | Голы   | Игры  | Голы  |
| ----------------- | ---------------- | ---------------- | ---- | ---- | ----- | ----- | ---------- | ---------- | ------ | ------ | ----- | ----- |
| Насьонал          | Примейра         | 2012/13          | 11   | 0    | 0     | 0     | —          | —          | 0      | 0      | 11    | 0     |
| Насьонал          | Примейра         | 2013/14          | 26   | 0    | 0     | 0     | —          | —          | 2      | 0      | 28    | 0     |
| Насьонал          | Примейра         | 2014/15          | 29   | 1    | 4     | 0     | 2          | 1          | 1      | 0      | 36    | 2     |
| Насьонал          | Примейра         | 2015/16          | 27   | 0    | 4     | 0     | —          | —          | 2      | 0      | 33    | 0     |
| Насьонал          | Примейра         | 2016/17          | 14   | 0    | 1     | 0     | —          | —          | 1      | 0      | 16    | 0     |
| Насьонал          | Итого            | Итого            | 107  | 1    | 9     | 0     | 2          | 1          | 6      | 0      | 124   | 2     |
| Гуйчжоу Чжичэн    | Суперлига        | 2017             | —    | —    | 1     | 0     | —          | —          | —      | —      | 1     | 0     |
| Гуйчжоу Чжичэн    | Итого            | Итого            | —    | —    | 1     | 0     | —          | —          | —      | —      | 1     | 0     |
| Ванкувер Уайткэпс | MLS              | 2017             | 7    | 0    | —     | —     | —          | —          | 3      | 0      | 10    | 0     |
| Ванкувер Уайткэпс | MLS              | 2018             | 22   | 0    | 4     | 0     | —          | —          | —      | —      | 26    | 0     |
| Ванкувер Уайткэпс | Итого            | Итого            | 29   | 0    | 4     | 0     | —          | —          | 3      | 0      | 36    | 0     |
| Фейренсе          | Примейра         | 2018/19          | 11   | 0    | 1     | 0     | —          | —          | —      | —      | 12    | 0     |
| Фейренсе          | Итого            | Итого            | 11   | 0    | 1     | 0     | —          | —          | —      | —      | 12    | 0     |
| АЕЛ               | Суперлига        | 2019/20          | 11   | 0    | 0     | 0     | —          | —          | —      | —      | 11    | 0     |
| АЕЛ               | Суперлига        | 2020/21          | 4    | 0    | 0     | 0     | —          | —          | —      | —      | 4     | 0     |
| АЕЛ               | Итого            | Итого            | 15   | 0    | 0     | 0     | —          | —          | —      | —      | 15    | 0     |
| Смуха             | Премьер-лига     | 2020/21          | 8    | 0    | —     | —     | —          | —          | —      | —      | 8     | 0     |
| Смуха             | Итого            | Итого            | 8    | 0    | —     | —     | —          | —          | —      | —      | 8     | 0     |
| Миср эль-Макаса   | Премьер-лига     | 2021/22          | 2    | 0    | —     | —     | —          | —          | —      | —      | 2     | 0     |
| Миср эль-Макаса   | Итого            | Итого            | 2    | 0    | —     | —     | —          | —          | —      | —      | 2     | 0     |
| Всего за карьеру  | Всего за карьеру | Всего за карьеру | 172  | 1    | 15    | 0     | 2          | 1          | 9      | 0      | 198   | 2     |

1. ↑  В графу «Континентальные турниры» входят игры и голы в квалификации Лиги Европы УЕФА.
2. ↑  В графу «Прочие» входят игры и голы в Кубке португальской лиги и плей-офф Кубка MLS.

### Международная статистика
| Команда | Год   | Игры | Голы |
| ------- | ----- | ---- | ---- |
| Египет  |       |      |      |
| 2014    | 5     | 0    |      |
| 2018    | 2     | 0    |      |
| 2019    | 4     | 0    |      |
| Всего   | Всего | 11   | 0    |